# Selecció de bàsquet de Tunísia
La selecció de bàsquet de Tunísia és l'equip nacional de bàsquet de Tunísia. El seu millor lloc a l'Afrobasket fou el 2011., 2017. i el 2021, quan van aconseguir la medalla de or. També van guanyar el plata el 1965. També van guanyar el bronze el 1970, 1974, 2009 i el 2015.

## Classificacions

### Jocs Olímpics
- 2012 - 11

### Campionats mundials
- 2010 - 21
- 2019 - 20

### Campionats africans
- 1964 - 4
- 1965 -  2
- 1970 -  3
- 1972 - 5
- 1974 -  3
- 1975 - 5
- 1981 - 6
- 1985 - 8
- 1987 - 5
- 1989 - 8
- 1992 - 7
- 1993 - 8
- 1999 - 5
- 2001 - 4
- 2003 - 6
- 2005 - 7
- 2007 - 6
- 2009 -  3
- 2011 -  1
- 2013 - 9
- 2015 -  3
- 2017 -  1
- 2021 -  1

### Jocs Mediterranis
- 1959 - 6
- 1967 - 7
- 1971 - 5
- 1975 - 7
- 1979 - 5
- 1983 - 7
- 1987 - 5
- 2001 - 5
- 2013 -  3